# Barbaros Erdem
Barbaros Erdem (* 1966) ist ein ehemaliger türkischer Fußballspieler.

## Karriere
Erdem gab sein Debüt am 20. März 1985 im türkischen Fußballpokal gegen Beşiktaş Istanbul. Sein Cheftrainer Jupp Derwall wechselte ihn in der 85. Spielminute für Burak Dilmen ein. Sein Debüt in der 1. Liga folgte vier Tage später erneut gegen Beşiktaş.
Am Ende der Saison 1984/85 gewann er mit Galatasaray den türkischen Fußballpokal. Erdem musste Galatasaray verlassen und somit endete seine Karriere.

## Erfolg
- Türkischer Fußballpokal: 1985

## Weblink
- Spielerprofil auf mackolik.com